# 天女獵妖團
《天女獵妖團》是一部於2015年上映的合拍中國電影，由 張坤一擔任導演。本電影由趙  駿、劉  青、王莘迪、劉冠男、李嘉熙等演出。

## 演員表
| 角色     | 演員   | 介紹                                                                                          | 備註     |
| 娜娜     | 孫湘宜 | 獵妖師 孤兒院的院童                                                                           | 主演     |
| 芷柔     | 王莘迪 | 獵妖師 孤兒院的院童                                                                           | 主演     |
| 左左     | 劉青   | 獵妖師 孤兒院的院童，最後成為一名作家。                                                       | 主演     |
| KK       | 李嘉熙 | 獵妖師 孤兒院的院童                                                                           | 主演     |
| 院長     | 黃安   | 老爹 孤兒院的院長，實際上是真正的九尾狐，當年因為被獵妖師的父母所傷，讓假冒的九尾狐有機可趁。 | 特別演出 |
| 葉飛     | 劉冠男 | 作曲家，娜娜的前男友。實際上是九尾狐的人。                                                    | 配角     |
| 雷浩     | 趙駿   | FTone的負責人。                                                                               | 配角     |
| 九尾狐   | 趙然   | 假冒的九尾狐。                                                                                | 配角     |
| 阿杰     | 廉倢   |                                                                                               | 配角     |
| 公寓男   | 王郡   |                                                                                               | 配角     |
| 公寓女   | 路一平 |                                                                                               | 配角     |
| 電梯男   | 王 乾  |                                                                                               | 配角     |
| 電梯女   | 陳亞娜 |                                                                                               | 配角     |
| 現場指揮 | 權亮   |                                                                                               | 配角     |
| 腐屍人   | 路金輝 | 吸取女性真氣的人。                                                                            | 配角     |
| 腐屍人   | 穆顏青 | 吸取女性真氣的人。                                                                            | 配角     |
| 腐屍人   | 張旭   | 吸取女性真氣的人。                                                                            | 配角     |
| 腐屍人   | 李岩   | 吸取女性真氣的人。                                                                            | 配角     |
| 化妝師   | 姚首旭 | 小旭，獵妖師的雇用化妝師                                                                      | 友情客串 |
| 酒吧女郎 | 毛思懿 |                                                                                               | 友情客串 |

## 劇組人員
(以下劇組人員列表參考為Youtube上的影片)
- 出品人:苗昕、張坤一
- 製片人:萬駿東
- 攝影指導:彥代堯
- 美術指導:應海濤
- 聲音設計:吳研
- 動作指導:海爾
- 剪輯:張飛宇
- 編劇:張坤一
- 導演:張坤一
- 執行導演:海爾
- 演員副導演:陳小龍
- 場記:彭彭
- 統籌:林千澤
- 現場製片:趙德彪
- 外聯製片:路金輝
- 生活製片:常淼
- 會計:嚴家媛
- 攝影大助:楊新
- 攝影助理:張文、卜彥輝、趙世典、張春元
- 燈光師:康亞
- 燈光大助:康彥磊
- 燈光助理:康群濤、張明華、曹要龍、盧會龍
- 執行美術:韓廷
- 道具組長:錢心學
- 道具:趙風旗、趙雲兵、孫家琛
- 造型指導:王悼瑜
- 助理服裝指導:李浩頤、買龍飛、王新雅、高笑穎
- 錄音:王悅磊
- 錄音助理:海洋
- 武行:胡利峰、謝小齊、張子涵、崔旭斌、鄭志副、吳世瑋
- 海報設計:王濤
- 劇照:王濤
- 調色:劉李
- 字幕:王新源
- 特效總監:許笑斌、厲彥青
- 特效助理:趙輝、王彥林、陳旭、張利睍
- 混音:吳研
- 宣傳:魏悅如
- 發行:苗昕、范增

## 外部連結
- YouTube上的